# Primera División 1920 (Argentinië)
In 1920 werd het 29ste seizoen gespeeld van de Primera División, de hoogste voetbaldivisie van Argentinië. 
Boca Juniors werd kampioen van de AAF en Racing Club van de AAmF. 

## Eindstand

### AAF
Tijdens het seizoen fuseerde Eureka tot Sportivo Palermo. Lanus, Palermo en Sportivo Almagro trokken zich tijdens het seizoen terug, resterende wedstrijden werden als verlies opgetekend. 
| Plaats | Club                  | Wed. | W  | G | V  | Saldo | Ptn. |
| ------ | --------------------- | ---- | -- | - | -- | ----- | ---- |
| 1º     | CA Boca Juniors       | 24   | 20 | 3 | 1  | 52:7  | 43   |
| 2º     | CA Banfield           | 24   | 13 | 5 | 6  | 35:21 | 31   |
| 3º     | CA Huracán            | 24   | 13 | 5 | 6  | 38:26 | 31   |
| 4º     | CA Porteño            | 24   | 13 | 4 | 7  | 31:26 | 30   |
| 5º     | Del Plata             | 24   | 10 | 6 | 8  | 22:27 | 26   |
| 6º     | Sportivo Barracas     | 24   | 10 | 5 | 9  | 26:28 | 25   |
| 7º     | CA Nueva Chicago      | 24   | 10 | 3 | 11 | 17:36 | 23   |
| 8º     | Sportivo del Norte    | 24   | 9  | 4 | 11 | 19:47 | 22   |
| 9º     | Estudiantes La Plata  | 24   | 10 | 1 | 13 | 34:37 | 21   |
| 10º    | Club Sportivo Palermo | 24   | 8  | 3 | 13 | 26:52 | 19   |
| 11º    | CA Lanús              | 24   | 5  | 5 | 14 | 26:12 | 15   |
| 12º    | Sportivo de Almagro   | 24   | 4  | 3 | 17 | 16:9  | 11   |
| 13º    | CA Palermo            | 24   | 4  | 1 | 19 | 14:28 | 9    |

|  | Kampioen |

#### Topschutter
| Speler              | Speler      | Goals | Club         |
| ------------------- | ----------- | ----- | ------------ |
| Vlag van Argentinië | Pablo Bozzo | 12    | Boca Juniors |

### AAmF
| Plaats | Club                        | Wed. | W  | G  | V  | Saldo | Ptn. |
| ------ | --------------------------- | ---- | -- | -- | -- | ----- | ---- |
| 1º     | CA River Plate              | 34   | 25 | 6  | 3  | 70:22 | 56   |
| 2º     | Racing Club de Avellaneda   | 34   | 25 | 4  | 5  | 77:23 | 54   |
| 3º     | CA San Lorenzo de Almagro   | 34   | 17 | 12 | 5  | 58:30 | 46   |
| 4º     | CA Atlanta                  | 34   | 17 | 7  | 10 | 49:29 | 41   |
| 5º     | Gimnasia y Esgrima La Plata | 34   | 17 | 7  | 10 | 46:32 | 41   |
| 6º     | CA Vélez Sarsfield          | 34   | 17 | 5  | 12 | 60:32 | 39   |
| 7º     | CA Platense                 | 34   | 16 | 5  | 13 | 51:39 | 37   |
| 8º     | CA Independiente            | 34   | 12 | 11 | 11 | 58:47 | 35   |
| 9º     | CA San Isidro               | 34   | 12 | 9  | 13 | 52:53 | 33   |
| 10º    | Quilmes AC                  | 34   | 13 | 6  | 15 | 35:48 | 32   |
| 11º    | Estudiantil Porteño         | 34   | 9  | 12 | 13 | 38:42 | 30   |
| 12º    | Club Ferro Carril Oeste     | 34   | 12 | 6  | 16 | 34:61 | 30   |
| 13º    | Defensores de Belgrano      | 34   | 9  | 9  | 16 | 28:40 | 27   |
| 14º    | CA Barracas Central         | 34   | 9  | 8  | 17 | 28:49 | 26   |
| 15º    | CA Tigre                    | 34   | 9  | 4  | 21 | 38:77 | 22   |
| 16º    | Sportivo Buenos Aires       | 34   | 6  | 6  | 22 | 33:64 | 18   |
| 17º    | Sportivo de Almagro         | 17   | 6  | 5  | 6  | 22:22 | 17   |
| 18º    | CA Lanús                    | 17   | 6  | 3  | 8  | 14:23 | 15   |
| 19º    | Estudiantes Buenos Aires    | 34   | 4  | 5  | 25 | 31:90 | 13   |

|  | Kampioen |

#### Topschutter
| Speler              | Speler            | Goals | Club            |
| ------------------- | ----------------- | ----- | --------------- |
| Vlag van Argentinië | Salvador Carreras | 20    | Vélez Sarsfield |